# Okerstuitrietgors
De okerstuitrietgorsof Japanse rietgors (Emberiza yessoensis) is een zangvogel uit de familie van gorzen (Emberizidae).

## Verspreiding en leefgebied
Deze soort telt twee ondersoorten:
- E. y. yessoensis: centraal en zuidelijk Japan.
- E. y. continentalis: zuidoostelijk Siberië en noordoostelijk China.